# Niptodes minimus
Niptodes minimus é uma espécie de insetos coleópteros polífagos pertencente à família Anobiidae.
A autoridade científica da espécie é Heyden, tendo sido descrita no ano de 1870.
Trata-se de uma espécie presente no território português.